# Марија Ласкарис
Марија Ласкарис (Бурса, 1206 - Естергом, 24. јун 1270) била је супруга краља Беле IV и краљица Мађарске. Била је кћерка цара Теодора I Ласкариса од Никеје и царице Ане Анђелине Комнине. 

## Биографија
Била је млађа сестра царице Ирине Ласкарис, прве супруге цара Јована III Дуке Ватаца. Цар Теодор I је 1212. удао своју најстарију ћерку за свог одређеног наследника. Цар Теодор I је исте године остао удовица и ступио у брак са  принцезом Филипом Јерменском касније и са принцезом Маријом Куртене. Међутим, Јован никада није изгубио положај престолонаследника.
Као млађа ћерка, брак Марије није имао за циљ да дода потенцијалног мужа у линији наследства на престо. Уместо тога, обезбедила је брачни савез са Краљевином Угарском.
Године 1218. Марија се удала за угарског принца Белу и постала римокатолик, прешавши из грчког православља, своје вере по рођењу. Млада и младожења су имали око дванаест година. Њен муж је био најстарији син краља Андрије II Угарског и Гертруде од Мераније.
Краљ Андрија II је умро 26. октобра 1235. године. Престолонаследник га је наследио као краљ Бела IV, а Марија је постала краљица. Краљ Бела IV је владао тридесет пет година и умро је 3. маја 1270. године, краљица Марија га је надживела око два месеца. Према Формуларној књизи Шомођивара из 15. века, умрла је 23. јула 1270. године, и сахрањена је у цркви фрањеваца у Естергому. 
Током монголске инвазије на Угарску, краљицу Марију са децом је краљ Бела IV послао у тврђаву Клис, у близини Сплита, заједно са многим другим мађарским племкињама које су Татари начинили удовицама. Подржавала је свог мужа против њиховог сина Стефана током грађанских ратова 1260-их.

## Деца
Краљица Марија и и краљ Бела IV од Мађарске имали су:
- Света Кунигунда Угарска (5. март 1224 – 24. јул 1292), позната и као Кинга. Била је удата за пољског краља Болеслава V,[4] након његове смрти постала је монахиња и игуманија; канонизовао ју је папа Јован Павле II 1999. године.
- Маргарета Угарска (око 1225 – 20. април 1242).[4] Верена за Виљема од Светог Омера.[5]
- Ана Угарска (око 1226 – после 1270). Удата за Ростислава Славонског, кнеза Черњиговског[4]
- Катарина Угарска (око 1229–1242). Умрла је док је бежала са породицом после битке код Мохија.
- Елизабета Угарска (око 1236 – 24. октобар 1271). Удата за Хенрика XIII, војводу од Баварске[4]
- Констанца Угарска (око 1237 – после 1252). удата за Лава I Галичког.[4]
- Блажена Јоланда Угарска (око 1238–1298) се удала за Болеслава Великопољског,[4] касније постала је монахиња и игуманија, која је проглашена кандидатом за светитељку.
- Стефан V Угарски (децембар 1239 – 6. август 1272)[4]
- Света Маргарета Угарска (27. јануар 1242 – 18. јануар 1271)[4] Име је добила по старијој сестри. Канонизована од Римокатоличке цркве 1943. године, по којој је названо Маргаретино острво у Будимпешти, које је било место где су њени родитељи за њу основали краљевски манастир.
- Бела, војвода Славоније, Хрватске и Далмације (око 1243–1269). Ожењен са Кунигундом од Бранденбурга,[4] ћерком Отона III, маркгрофа од Бранденбурга. Његова удовица се удала за Валерана IV од Лимбурга.

## Породично стабло
|  |                              |  |  |  |  |  |  |  |  |  |  |  |  |  |  |  |
|  | 4. Манојло Ласкарис          |  |  |  |  |  |  |  |  |  |  |  |  |  |  |  |
|  |                              |  |  |  |  |  |  |  |  |  |  |  |  |  |  |  |
|  |                              |  |  |  |  |  |  |  |  |  |  |  |  |  |  |  |
|  | 2. Теодор I Ласкарис         |  |  |  |  |  |  |  |  |  |  |  |  |  |  |  |
|  |                              |  |  |  |  |  |  |  |  |  |  |  |  |  |  |  |
|  |                              |  |  |  |  |  |  |  |  |  |  |  |  |  |  |  |
|  | 5. Јована Кераца             |  |  |  |  |  |  |  |  |  |  |  |  |  |  |  |
|  |                              |  |  |  |  |  |  |  |  |  |  |  |  |  |  |  |
|  |                              |  |  |  |  |  |  |  |  |  |  |  |  |  |  |  |
|  | 1. Марија Ласкарис           |  |  |  |  |  |  |  |  |  |  |  |  |  |  |  |
|  |                              |  |  |  |  |  |  |  |  |  |  |  |  |  |  |  |
|  |                              |  |  |  |  |  |  |  |  |  |  |  |  |  |  |  |
|  | 24. Константин Анђел         |  |  |  |  |  |  |  |  |  |  |  |  |  |  |  |
|  |                              |  |  |  |  |  |  |  |  |  |  |  |  |  |  |  |
|  |                              |  |  |  |  |  |  |  |  |  |  |  |  |  |  |  |
|  | 12. Андроник Дука Анђел      |  |  |  |  |  |  |  |  |  |  |  |  |  |  |  |
|  |                              |  |  |  |  |  |  |  |  |  |  |  |  |  |  |  |
|  |                              |  |  |  |  |  |  |  |  |  |  |  |  |  |  |  |
|  | 25. Теодора Комнина Анђелина |  |  |  |  |  |  |  |  |  |  |  |  |  |  |  |
|  |                              |  |  |  |  |  |  |  |  |  |  |  |  |  |  |  |
|  |                              |  |  |  |  |  |  |  |  |  |  |  |  |  |  |  |
|  | 6. Алексије III Анђел        |  |  |  |  |  |  |  |  |  |  |  |  |  |  |  |
|  |                              |  |  |  |  |  |  |  |  |  |  |  |  |  |  |  |
|  |                              |  |  |  |  |  |  |  |  |  |  |  |  |  |  |  |
|  | 13. Еуфросина Катамонитиса   |  |  |  |  |  |  |  |  |  |  |  |  |  |  |  |
|  |                              |  |  |  |  |  |  |  |  |  |  |  |  |  |  |  |
|  |                              |  |  |  |  |  |  |  |  |  |  |  |  |  |  |  |
|  | 3. Ана Анђелина Комнина      |  |  |  |  |  |  |  |  |  |  |  |  |  |  |  |
|  |                              |  |  |  |  |  |  |  |  |  |  |  |  |  |  |  |
|  |                              |  |  |  |  |  |  |  |  |  |  |  |  |  |  |  |
|  | 7. Ана Анђелина Комнина      |  |  |  |  |  |  |  |  |  |  |  |  |  |  |  |
|  |                              |  |  |  |  |  |  |  |  |  |  |  |  |  |  |  |
|  |                              |  |  |  |  |  |  |  |  |  |  |  |  |  |  |  |